# Astochia guptai
Astochia guptai là một loài ruồi trong họ Asilidae. Astochia guptai được Joseph & Parui miêu tả năm 1997. Loài này phân bố ở miền Ấn Độ - Mã Lai.